# Italo Zilioli
Italo Zilioli, né le 24 septembre 1941 à Turin, au Piémont, est un ancien coureur cycliste italien des années 1960 et 1970.

## Biographie
Italo Zilioli devient professionnel en 1962 et le reste jusqu'en 1976. Tout au long d'une carrière bien remplie, au cours de laquelle il joua souvent les premiers rôles dans un peloton dominé par l'omniprésence du « cannibale » belge Eddy Merckx, Zilioli remporte 58 victoires et de nombreuses places d'honneur. 
Jeune professionnel, Italo Zilioli fit vibrer toute l'Italie cycliste entre la fin août et le début d'octobre 1963, après, performance unique, quatre succès très probants dans des semi-classiques italiennes (circuit des Trois vallées varésines, Tour des Apennins, Tour de Vénétie, Tour d'Émilie, ces trois dernières victoires nettement détaché). 
Par sa manière de courir, d'attaquer, il rappelait en effet Fausto Coppi dont il fut annoncé comme un éventuel successeur. Rejoint puis distancé par d'autres espoirs (Gianni Motta en 1964, Felice Gimondi en 1965), le coureur turinois, au moral plutôt friable, resta longtemps un espoir, tout en accumulant, au cours d'une longue carrière, les victoires dans les semi-classiques italiennes et les places d'honneur dans le Tour d'Italie (2e en 1964 derrière un certain Jacques Anquetil, en 1965 derrière Vittorio Adorni et en 1966 derrière Gianni Motta, 4e en 1968 après Merckx, Adorni et Gimondi, 3e en 1969 après Gimondi et Claudio Michelotto, 5e en 1970 au service d'Eddy Merckx). 
Après avoir joué les coleaders auprès de plusieurs champions italiens (Franco Balmamion chez Sanson en 1965/66, Felice Gimondi chez Salvarani en 1967, Franco Bitossi chez Filotex en 1968/69), Zilioli devient l'équipier d'Eddy Merckx chez Faemino en 1970, initiative qui lui permit de relancer sa carrière en remportant la Semaine catalane, une étape du Tour d'Italie et surtout la 2e étape à Angers du Tour de France, dépossédant ainsi Merckx du maillot jaune, qu'il conserva durant quatre jours, le perdant lors de l'étape de Valenciennes, sans que ses coéquipiers de Faemino, belges au service de Merckx, se soient souciés de lui...
Passé chez Ferretti en 1971, il poursuivit sur sa lancée en remportant une autre course par étapes, Tirreno-Adriatico, et en aidant son coéquipier Gösta Pettersson à remporter le Tour d'Italie. Revenu en 1972 chez Salvarani comme lieutenant de Felice Gimondi, il termina sa carrière, de 1973 à 1976, dans des équipes italiennes de dimension nationale.
Zilioli remporta aussi notamment la Coppa Agostoni en 1964 et le Championnat de Zurich en 1966.

## Palmarès

### Palmarès amateur
- 1959
  -  Champion d'Italie sur route juniors
- 1960
  - Turin-Mondovi
- 1961
  - Trophée Giovanni Galli
  - Turin-Le Breuil
  - Turin-Aoste
  - Turin-Mondovi
  - Nazionale di Santo Stefano Magra
- 1962
  - Trofeo Terme di Saint-Vincent
  - Gran Premio Fornese
  - Turin-Valtournenche
  - Turin-Tigliole
  - 1re et 3e étapes du Tour de la Vallée d'Aoste
  - 3e du Tour de la Vallée d'Aoste

### Palmarès professionnel
| - 1963 - 1re étape du Tour de Suisse - Trois vallées varésines - Tour des Apennins - Tour de Vénétie - Tour d'Émilie - 2e du Tour du Piémont - 2e du Tour du Tessin - 5e du Tour de Lombardie - 6e du Tour de Suisse - 1964 - Grand Prix de Monaco - Tour de Vénétie - Coppa Sabatini - Coppa Agostoni - 2e de Milan-Turin - 2e de la Corsa Coppi - 2e du Tour de Campanie - 2e du Tour d'Italie - 2e du Grand Prix Robbiano - 3e de Gênes-Nice - 3e du Tour de Suisse - 5e du championnat du monde sur route - 5e du Tour de Lombardie - 1965 - Grand Prix de Biscaye - Nice-Mont Agel - 18e étape du Tour d'Italie - Tour du Tessin - 2e du Tour d'Italie - 2e du Grand Prix de l'industrie et du commerce de Prato - 2e de la Coppa Placci - 2e du Tour de Vénétie - 2e de Milan-Vignola - 2e du Tour des trois provinces - 3e de Paris-Nice - 1966 - Championnat de Zurich - Grand Prix de l'industrie et du commerce de Prato - 2e du Tour d'Italie - 2e des Trois vallées varésines - 2e du Tour des Apennins - 2e du championnat d'Italie sur route - 3e du GP Montelupo - 3e de la Coppa Placci - 3e du Grand Prix Valsassina - 6e du championnat du monde sur route - 7e du Tour de Lombardie - 1967 - 7e de Paris-Nice - 1968 - 3e étape de Tirreno-Adriatico - Tour de Campanie - 5e étape du Tour d'Italie - 1rea étape du Tour de Romandie (contre-la-montre par équipes) - 2e du Tour de Sardaigne - 2e de Milan-Turin - 2e de Tirreno-Adriatico - 4e du Tour d'Italie - 10e du Tour de Romandie | - 1969 - 19e étape du Tour d'Italie - 3e du championnat d'Italie sur route - 3e du Tour d'Italie - 7e de Tirreno-Adriatico - 1970 - 2eb étape du Tour du Levant - Semaine catalane : - Classement général - 1reb et 2e étapes - Tour des Marches - 10e étape du Tour d'Italie - 2e et 3ea (contre-la-montre par équipes) étapes du Tour de France - Tour du Piémont - 2e de Tirreno-Adriatico - 2e du Tour du Latium - 2e du Tour d'Émilie - 3e du Grand Prix de Forli - 3e du Tour des Apennins - 4e de Milan-San Remo - 5e du Tour d'Italie - 9e de Liège-Bastogne-Liège - 1971 - Trofeo Laigueglia - Tirreno-Adriatico : - Classement général - 2e étape - 2e et 5e étapes de la Semaine catalane - 2e du Grand Prix de Menton - 2e du Tour de Vénétie - 3e des Trois vallées varésines - 7e du Tour de Lombardie - 9e du Tour de Romandie - 1972 - 10e étape du Tour d'Italie - 3e du Tour de Campanie - 1973 - Coppa Placci - GP Montelupo - Tour des Apennins - 2e du Grand Prix de la ville de Camaiore - 3e du championnat d'Italie sur route - 10e de Tirreno-Adriatico - 10e du Tour de Lombardie - 1974 - 2e étape de Tirreno-Adriatico - 3e de Milan-Turin - 1975 - 2eb étape de Tirreno-Adriatico - 2e du Tour de Sardaigne - 8e de Milan-San Remo - 9e du Tour de Suisse - 1976 - 2e du Tour d'Émilie |  |

## Résultats sur les grands Tours

### Tour d'Italie
Entre 1963 et 1976, Italo Zilioli participe 14 fois consécutivement au Tour d'Italie, finissant à 11 reprises, dont 6 fois dans les cinq premiers :
- 1963 : 18e
- 1964 : 2e
- 1965 : 2e, vainqueur de la 18e étape
- 1966 : 2e
- 1967 : abandon
- 1968 : 4e, vainqueur de la 5e étape
- 1969 : 3e, vainqueur de la 19e étape
- 1970 : 5e, vainqueur de la 10e étape
- 1971 : 22e
- 1972 : éliminé, vainqueur de la 10e étape
- 1973 : 14e
- 1974 : abandon
- 1975 : 39e
- 1976 : 16e

### Tour de France
- Ses classements dans les trois participations du Tour de France : 
  - 1968 : abandon
  - 1970 : 13e, vainqueur des 2e et 3ea (contre-la-montre par équipes) étapes,  maillot jaune durant 4 jours.
  - 1972 : abandon

Italo Zilioli participe à trois reprises au Tour de France, en 1968, 1970 et 1972 avec plus ou moins de bonheur.

Promu leader de l'équipe d'Italie en 1968, il termine 2e de la 1re étape à Esch-sur-Alzette, battu au sprint par Charly Grosskost. Atteint de la fièvre de Malte, il renonce à prendre le départ de la 12e étape à Pau. 

Lieutenant d'Eddy Merckx dans l'équipe Faemino en 1970, il remporte la 2e étape à Angers et porte le maillot jaune durant 4 jours. Distancé dans l'étape du Mont Ventoux, il termine à la 13e place. 

Revenu en 1972 comme lieutenant de Felice Gimondi, il termine 6e de la 4e étape à Royan, puis, par la suite, malade, il ne prend pas le départ de la 13e étape.

## Tirreno-Adriatico
- 1966 : 34e
- 1968 :  2e
- 1969 :  7e
- 1970 :  2e
- 1971 : Vainqueur
- 1972 : 11e
- 1973 : 10e
- 1974 : 12e